# アメリカオオコノハズク
アメリカオオコノハズク (亜米利加大木葉木菟、学名：Megascops asio) は、鳥綱フクロウ目フクロウ科Megascops属に分類される鳥類。

## 分布
アメリカ合衆国、カナダ、メキシコ

## 形態
体長は20 - 25センチメートル程度。
体毛は赤型、赤褐色型、灰色型の三種が確認されている。見た目はニシアメリカオオコノハズクに似る。羽角は頭部にぴったりとつけることができる。

## 分類
以下の亜種の分類・分布は、IOC World Bird List(v 10.2)に従う。
Megascops asio asio (Linnaeus, 1758)
アメリカ合衆国中部・中東部、カナダ南東部
Megascops asio floridanus (Ridgway, 1874)
フロリダ州からルイジアナ州
Megascops asio hasbroucki (Ridgway, 1914)
アメリカ合衆国中南部
Megascops asio floridanus (Ridgway, 1877)
アメリカ合衆国中北部、カナダ中南部
Megascops asio mccallii (Cassin, 1854)
テキサス州南部からメキシコ北東部

## 生態
食性は、主に昆虫類、その他小さな齧歯類や鳥類など。場合によってはコリンウズラやリスなどの自分よりも大きな獲物を殺すこともある。
木の洞（樹洞）に身を隠し、擬態する。
繁殖形態は卵生。同じペアと一生つがい、一腹卵数はおよそ3-8個。オスが頭を旋回させたり上下に動いたりしてダンスを行って求愛する。

## 人間との関係
分布が非常に広く、生息数は減少していると考えられているものの生息数は多く激減はしていないとみなされていることから、2019年の時点では種としては絶滅のおそれは低いと考えられている。1979年からフクロウ目単位で、ワシントン条約附属書IIに掲載されている。